# NGC 1512
NGC 1512 este o galaxie spirală barată din constelația Orologiul. Se află la aproximativ 38 de milioane de ani-lumină depărtare de Pământ.